# الخامیس
ال-خامیس یک منطقهٔ مسکونی در یمن است که در استان صنعا واقع شده‌است.